# Buddha FM
A Buddha FM Magyarország első buddhista rádiója, amelyben helyet kap a buddhizmus összes irányzata Délkelet-Ázsián át, Tibeten és Dél-Koreán keresztül, Japánig valamint kiemelt figyelmet szentelnek az európai, azon belül is a különböző magyarországi buddhista közösségeknek.

## A rádió története

### Indulás
2014. szeptember 22-én reggel 6 órakor indult az első adás a Buddha FM rádión. Ez Magyarország első buddhista rádiója, amelynek „alkotói a magyarországi buddhista közösségek, a Tan Kapuja Buddhista Egyház és Főiskola tagjai, tanítói, diákjai és az élet”.
Részlet a rádió küldetésnyilatkozatából:
A szándékunk az, hogy olyan rádióadót hozzunk létre, amely a Buddha tanításait minél sokszínűbben, számtalan nézőpontból tárja a hallgatók elé. Ezzel a tettünkkel is a szenvedés megszüntetéséhez vezető nemes nyolcrétű ösvényt szeretnénk járni, különös figyelmet szentelve az ösvény egyik fontos tagjának, a helyes beszédnek.

Így a rádióban kerüljük a hazug beszédet, a rágalmazást, tartózkodunk a durva beszédtől és a haszontalan fecsegéstől. Nem állítunk féligazságokat, vagy hazugságokat pusztán azért, hogy szórakoztassunk. Nem terjesztünk pletykákat, nem festünk hamis képet, nem keltjük mások rossz hírét. Nem beszélünk sokat feleslegesen csak azért, hogy a hallgatóink ne érezzék egyedül magukat. Tudjuk, hogy a beszédnek következményei vannak, még ha nem is annyira nyilvánvalóak, mint a tetteké. Nem szeretnénk egyike lenni azoknak a médiaeszközöknek, amelyek figyelemelterelő, üresen szórakoztató, a médiazajt felhangosító műsorokat produkálnak. Arra törekszünk, hogy a rádióban elhangzó szavak, hangok és zenék bölcsességet, békét, egyensúlyt sugározzanak és utat mutassanak a szenvedés megszűnéséhez.

### Laár András országos turnéja
Laár András országos turnéra indult, amelynek keretében előadásokat tartott Debrecenben, Győrben, Pécsen, Szegeden és Budapesten. Az ingyenes eseményeken Laár András a buddhista tanításokról beszélt saját viszonylatából.

## Műsorok
- Fél Lótusz - Gyakorlati tanácsok a meditációhoz
- Mint az összetört gong - Közös meditáció
- Tiszta vizű mély tó - Alaptanítások
- A csend elszakad - Gyakori kérdések a buddhizmusról
- Átjáró - A Tan Kapuja Buddhista Egyház és Főiskola műsora
- Napúton át a téren - Magazinműsor / Barangolások más hagyományok között
- Hírek, könyvajánló - Buddhizmusról itthonról és a nagyvilágból
- Programajánló - Mit? Hol? Mikor?
- Száll magasba tó hattyúja - Versek, legendák, történetek
- Nem lát meg a halálkirály - Mesék a világ minden tájáról
- Üzenet az őzek ligetéből - A buddhizmus szent szövegei
- Tanítóbeszédek / Dhammatalk - Tanítások magyarul és angolul
- A Hallgatók Birodalma
- Mindent Tibetről!

## Tanítóbeszédek
- A 14. dalai láma
- Ácsán Cshá
- Karma Lekse Como
- Thich Nhat Hanh
- Kalu rinpocse
- Szakja trizin
- Ácsán Szumédhó
- Ácsán Brahm
- Ácsán Bódhipálá
- Ácsán Vadzsíró
- Dr. Khammai Dhammaszámi professzor

## Tanítók
- Mireisz László
- Cser Zoltán
- Szathmáry Botond
- Dobosy Antal - zen buddhista tanító, A Tan Kapuja Zen Közösség vezetője
- Farkas Pál - théraváda buddhista tanító, A Tan szigete közösség vezetője
- Csöpel Láma - Magyarországi Karma Kagyüpa Buddhista Közösség
- Lílávadzsra Pressing Lajos - Buddhista Misszió
- Urgyen Sándor Vaszi - Dharma tanító, tibeti jóga-oktató, Sambhala Tibet Központ
- Tóth Zsuzsanna - buddhista tanító
- Végh József - buddhista tanító A Tan Kapuja Buddhista Főiskola és Könyvtár
- Dobos Andrea - Buddhista Vipassana Alapítvány
- Csong An Szunim - Eredeti Fény Zen Közösség és Templom